# Rue de Herve
La rue de Herve est une longue artère de la ville belge de Liège se situant principalement dans la section de Grivegnée.

## Histoire
Cette artère est une section de l'historique chaussée d'Aix-la-Chapelle qui reliait Liège à la ville allemande via le pont d'Amercœur et le Thier de la Chartreuse depuis au moins le XIe siècle. Le tracé actuel de la rue date de 1712.  Aujourd'hui, elle est une importante voie d'accès de la cité ardente et est devenue une section de la Nationale 3.

## Description
Avec une longueur d'environ 3 000 m, cette artère très fréquentée est l'une des longues voies de la ville de Liège. Faisant suite à la rue de Robermont, elle longe le cimetière de Robermont en s'élevant progressivement vers la commune de Beyne-Heusay. La rue faisait partie de l'ancienne commune de Grivegnée et du quartier de Bois-de-Breux. Elle compte beaucoup de commerces mais aussi de nombreux immeubles d'habitation.

## Odonymie
La rue prend la direction de Herve, ville principale du Pays de Herve.

## Architecture et patrimoine
- Le cimetière de Robermont.
- D'anciennes fermes du XVIIIe siècle et du XIXe siècle se situent aux nos 362, 408 et 504.
- Au no 416, une petite maison basse de la fin du XVIIIe siècle, l'une des plus anciennes demeures de la rue[1]
- Aux nos 464, 466 et 486, immeubles comprenant des éléments de style Art nouveau érigés au début du XXe siècle.
- La villa Dartois , de style néo-classique, a sa façade principale perpendiculaire par rapport à la rue et possède sur deux niveaux une véranda en fonte finement ouvragée Elle se situe au no 593 derrière un jardin grillagé[2].
- Dans la partie haute de la rue, l'église de l'Immaculée Conception date de 1845-1846[3] et la chapelle funéraire voisine est construite à la fin du XIXe siècle dans le style néo-gothique.

## Voies adjacentes
- Rue de Robermont
- Rue des Fussillés
- Avenue Joseph Merlot
- Rue des Fortifications
- Rue Nicole Coumans
- Rue Eugène Vandenhoff
- Rue Jules Destrée
- Rue Pierre Curie
- Rue Célestin Demblon
- Rue Fraischamps
- Rue du Bassin
- Rue Nicolas Spiroux
- Impasse Charlier
- Impasse Gérard
- Rue Bodson
- Rue de la Tuilerie
- Rue de la Mutualité
- Rue Servais Malaise
- Rue Prince de Liège
- Rue Trou Souris
- Rue Marcel Remy
- Rue Max Buset
- Rue de Bois-de-Breux
- Rue Joseph Willem
- Avenue de la Rousselière
- Rue du Pavillon
- Rue Sur-l'Île
- Grand Route

### Source et bibliographie
- Yannik Delairesse et Michel Elsdorf, Le nouveau livre des rues de Liège, Liège, Noir Dessin Production, décembre 2008, 2e éd. (1re éd. 2001), 512 p. (ISBN 978-2-87351-143-2 et 2-87351-143-5, présentation en ligne), page 118
- ELOY G., 1979. L'Ermitage de Bois-de-Breux. In : Neuf cents ans de vie autour de Saint-Remacle-au-Pont, Liège, catalogue d'exposition, p. 73-80.
- MARGANNE M. et L., 1940. Histoire de la paroisse de Bois-de-Breux, Bois-de-Breux.